# Paramphiascopsis soyeri
Paramphiascopsis soyeri är en kräftdjursart som beskrevs av Lang 1965. Paramphiascopsis soyeri ingår i släktet Paramphiascopsis och familjen Diosaccidae. Inga underarter finns listade i Catalogue of Life.